# 比济
比济（法語：Buzy，法語發音：[byzi]）是法国大西洋比利牛斯省的一个市镇，属于奥洛龙-圣玛丽区。

## 地理
比济（43°8'1"N, 0°27'32"W）面积16.7 平方千米，位于法国新阿基坦大区大西洋比利牛斯省，该省份为法国东南部省份，涵盖了贝阿恩与北巴斯克，西临大西洋比斯開灣，北至朗德省，东北接热尔省，东临上比利牛斯省，南与西班牙接壤。
与比济接壤的市镇（或旧市镇、城区）包括：阿吕迪、贝斯卡特、比济耶、冈镇、拉瑟布塔、雷贝纳克。

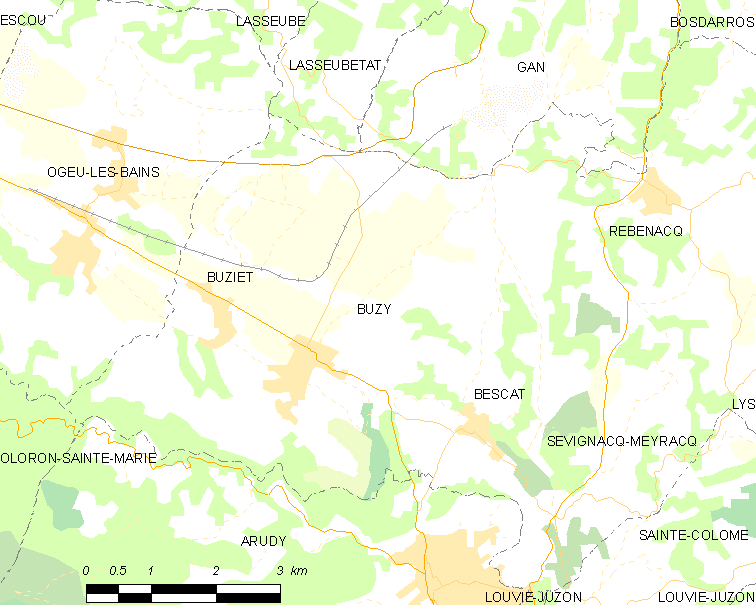
比济的OSM定位图

比济的时区为UTC+01:00、UTC+02:00（夏令时）。

## 行政
比济的邮政编码为64260，INSEE市镇编码为64157。

## 政治
比济所属的省级选区为奥洛龙-圣玛丽第二县。

## 人口

1962-2008年间比济人口变化图示

比济于2022年1月1日时的人口数量为1011人。